# Obyvatelstvo Severní Makedonie
Počet obyvatel Severní Makedonie dosahuje 2 055 915 (červenec 2007). Ze 44 států Evropy je Severní Makedonie na 33. místě, podobný počet obyvatel mají 32. Lotyšsko, 34. Slovinsko a 35. Estonsko. Na světě patří Severní Makedonii 140. místo ze 194 států.

## Demografické ukazatele
Porodnost: 12,02 ‰ (2007) – 5. nejvyšší porodnost v Evropě (po Albánii, Irsku, Islandu a Francii) 

Úmrtnost: 8,78 ‰ (2007) 

Přirozený přírůstek: 3,24 ‰ – 6. nejvyšší v Evropě (po Albánii, Islandu, Irsku, Francii a Lucembursku) 

Plodnost: 1,57 dětí na ženu (2007) 

Migrační saldo: −0,61 ‰ (2007) 

Celkový populační růst: 2,63 ‰ (2007)

### Věková struktura
0–14 let: 19,8% (muži 210 418/ ženy 195 884) 

15–64 let: 69,1% (muži 715 997/ ženy 704 739) 

65 let a více: 11,1% (muži 99 892/ ženy 128 985) (2007) 

Průměrný věk: celkově: 34,4 let, muži: 33,5 let, ženy: 35,5 let (2007).
Makedonie má z evropských států 4. nejmladší populaci (po Albánii, Moldavsku a Irsku) 

Naděje dožití při narození: celkově: 74,21 let (10. nejnižší v Evropě), muži: 71,73 let, ženy: 76,88 let (2007)

## Národnostní složení
Severní Makedonie je 6. národnostně nejméně homogenním státem Evropy (po Andoře, Černé Hoře, Monaku, Bosně a Hercegovině a Lotyšsku). 

Etnické skupiny:
Makedonci 64,2%, Albánci 25,2%, Turci 3,9%, Romové 2,7%, Srbové 1,8%, ostatní 2,2% (Sčítání lidu 2002) 

Jazyky:
makedonština 66,5%, albánština 25,1%, turečtina 3,5%, romština 1,9%, srbština 1,2%, ostatní 1,8% (Sčítání lidu 2002)

## Náboženské složení
Severní Makedonie je jedním z deseti států v Evropě, v nichž převládá obyvatelstvo vyznávající pravoslaví. Makedonská pravoslavná církev vznikla v roce 1958, kdy se oddělila od Srbské pravoslavné církve. Významným církevním centrem a od roku 1958 opět sídlo arcibiskupství je Ochrid.
Makedonští Albánci a Turci vyznávají islám, kromě nich žije v Severní Makedonii asi 40 000 slovanských muslimů – z evropských států má Severní Makedonie čtvrtý nejvyšší podíl muslimů (po Kosovu, Albánii a Bosně Hercegovině). 

Náboženské vyznání v Severní Makedonii podle Sčítání lidu 2002: pravoslavní 64,7%, muslimové 33,3%, ostatní křesťané 0,37%, ostatní a nezjištěno 1,63%.

## Hustota zalidnění
Hustotou 80 obyvatel na km² patří Severní Makedonie k méně zalidněným státem Evropy – má 15. nejnižší hustotu zalidnění.

## Urbanizace
Ve městech žije z celkového počtu obyvatel Severní Makedonie 58%. Největšími městy jsou Skopje, Kumanovo, Bitola, Prilep a Tetovo.